# Persone di nome Maria/Nobili
| Questa pagina contiene informazioni ricavate automaticamente dalle voci biografiche con l'ausilio del template Bio e di un bot. L'aggiornamento è periodico e automatico e ricostruisce completamente la pagina. Se manca una persona in questa lista, sei pregato di non aggiungerla, ma accertati piuttosto che la sua voce biografica contenga il template Bio e che i dati anagrafici siano correttamente compilati. Se il template Bio manca, inseriscilo tu stesso o, in alternativa, metti l'avviso {{tmp\|Bio}} che ne segnala la mancanza. Se i dati riportati sono sbagliati, correggi direttamente la voce biografica; le modifiche saranno visibili in questa lista entro pochi giorni. Per chiarimenti vedi il progetto antroponimi. La lista contiene solo le 152 persone che sono citate nell'enciclopedia e per le quali è stato implementato correttamente il template Bio. Pagina aggiornata al 6 ago 2025. |

Questa è una lista di persone presenti nell'enciclopedia che hanno il nome Maria e sono nobili.

## A(8)
- Maria Alagona, nobile italiana
- Maria d'Alençon, nobile (Essay, n. 1373 - Thury-Harcourt, † 1417)
- Maria d'Antiochia, nobile e imperatrice bizantino (Antiochia di Siria, n. 1145 - Costantinopoli, † 1182)
- Maria Asanina Comnena, nobile bulgara
- Maria Anna d'Asburgo, nobile spagnola (San Lorenzo de El Escorial, n. 1606 - Linz, † 1646)
- Maria Annunziata d'Asburgo-Lorena, nobile (Reichenau, n. 1876 - Vaduz, † 1961)
- Maria Federica d'Assia-Kassel, nobile (Hanau, n. 1768 - Hanau, † 1839)
- Maria Leopoldina d'Austria-Este, nobile austriaca (Milano, n. 1776 - Wasserburg am Inn, † 1848)

## B(10)
- Maria Barbara Bach, nobile tedesca (Gehren, n. 1684 - † 1720)
- Maria di Baden, nobile (Karlsruhe, n. 1834 - Amorbach, † 1899)
- Maria Balsa, nobile albanese
- Maria Beccadelli di Bologna, nobile italiana (Napoli, n. 1848 - Roma, † 1929)
- Maria di Borbone-Montpensier, nobile francese (Gaillon, n. 1605 - Parigi, † 1627)
- Maria Anna di Borbone-Francia, nobile francese (Vincennes, n. 1666 - Parigi, † 1739)
- Maria Teresa di Borbone-Condé, nobile francese (Parigi, n. 1666 - Parigi, † 1732)
- Maria di Borbone-Clermont, nobile francese (n. 1428 - Nancy, † 1448)
- Maria Anna di Braganza, nobile portoghese (Zell am See, n. 1899 - Feldafing, † 1971)
- Maria Branković, nobile (Ohrid, n. 1466 - Casale Monferrato, † 1495)

## C(3)
- Maria Caldora, nobile italiana (Melfi, † 1481)
- Maria Comnena Ducaina, nobile
- Maria Cybo-Malaspina, nobile italiana (Genova, n. 1609 - Padova, † 1653)

## D(69)
- Maria d'Aragona, nobile italiana (n. 1425 - † 1449)
- Maria Anna Giuseppina d'Asburgo, nobile (Ratisbona, n. 1654 - Vienna, † 1689)
- Maria Elisabetta d'Asburgo, nobile austriaca (Linz, n. 1680 - Morlanwelz, † 1741)
- Maria Teresa d'Asburgo, nobile austriaca (Vienna, n. 1684 - Castello di Kaiserebersdorf, † 1696)
- Maria Amalia d'Asburgo-Lorena, nobile (Firenze, n. 1780 - Vienna, † 1798)
- Maria Leopoldina d'Asburgo-Lorena, nobile (Vienna, n. 1797 - Rio de Janeiro, † 1826)
- Maria Edvige d'Assia-Darmstadt, nobile (Gießen, n. 1647 - Ichtershausen, † 1680)
- Maria Beatrice d'Austria-Este, nobile (Modena, n. 1824 - Graz, † 1906)
- Maria Francesca di Braganza, nobile portoghese (Queluz, n. 1800 - Gosport, † 1834)
- Maria Teresa di Braganza, nobile portoghese (Ajuda, n. 1793 - Trieste, † 1874)
- Maria Dalle Carceri, nobile († 1323)
- Maria Sofia De la Gardie, nobile, banchiere e imprenditrice svedese (Tallinn, n. 1627 - Stoccolma, † 1694)
- Maria Teresa Felicita d'Este, nobile italiana (Modena, n. 1726 - Rambouillet, † 1754)
- Maria Adelaide di Cambridge, nobile britannico (Hannover, n. 1833 - White Lodge, † 1897)
- Maria Anna d'Asburgo, nobile austriaca (Vienna, n. 1718 - Bruxelles, † 1744)
- Maria Anna d'Asburgo-Lorena, nobile (Vienna, n. 1804 - Baden, † 1858)
- Maria Anna di Anhalt, nobile tedesca (Dessau, n. 1837 - Friedrichroda, † 1906)
- Maria Antonietta di Borbone-Due Sicilie, nobile italiana (Napoli, n. 1851 - Friburgo in Brisgovia, † 1938)
- Maria Carolina Ferdinanda d'Asburgo-Lorena, nobile austriaca (Vienna, n. 1801 - Dresda, † 1832)
- Maria Carolina d'Asburgo-Lorena, nobile (Vienna, n. 1752 - Vienna, † 1814)
- Maria Clementina d'Asburgo-Lorena, nobile (Villa di Poggio Imperiale, n. 1777 - Napoli, † 1801)
- Maria Clementina d'Asburgo-Lorena, nobile (Vienna, n. 1798 - Chantilly, † 1881)
- Maria Cristina d'Asburgo, nobile (Graz, n. 1574 - Hall in Tirol, † 1621)
- Maria Elisabetta d'Assia-Darmstadt, nobile (Darmstadt, n. 1656 - Römhild, † 1715)
- Maria Giovanna Gabriella d'Asburgo-Lorena, nobile austriaca (Vienna, n. 1750 - Vienna, † 1762)
- Maria Giuseppa d'Austria, nobile austriaca (Vienna, n. 1699 - Dresda, † 1757)
- Maria Giuseppina d'Asburgo-Lorena, nobile austriaca (Vienna, n. 1751 - Vienna, † 1767)
- Maria Isabella d'Asburgo-Lorena, nobile italiana (Firenze, n. 1834 - Lucerna, † 1901)
- Maria Luisa d'Asburgo-Lorena, nobile (Firenze, n. 1845 - Hanau, † 1917)
- Maria Maddalena d'Austria, nobile (Graz, n. 1589 - Passavia, † 1631)
- Maria Teresa d'Austria, nobile austriaca (Vienna, n. 1717 - Vienna, † 1780)
- Maria Teresa Elisabetta d'Asburgo-Lorena, nobile (Vienna, n. 1762 - Vienna, † 1770)
- Maria Teresa d'Asburgo-Teschen, nobile austriaca (Vienna, n. 1816 - Albano Laziale, † 1867)
- Maria d'Aviz, nobile portoghese (Lisbona, n. 1538 - Parma, † 1577)
- Maria de Pilar di Borbone-Spagna, nobile spagnola (Madrid, n. 1861 - Eskoriatza, † 1879)
- Maria di Hannover, nobile inglese (Buckingham Palace, n. 1776 - Weymouth, † 1857)
- Maria di Cosimo I de' Medici, nobile italiana (Firenze, n. 1540 - Livorno, † 1557)
- Maria Elisabetta di Savoia-Carignano, nobile francese (Parigi, n. 1800 - Bolzano, † 1856)
- Maria Vittoria d'Arenberg, nobile belga (Bruxelles, n. 1714 - Strasburgo, † 1793)
- Maria Antonietta d'Asburgo-Lorena, nobile (Firenze, n. 1858 - Cannes, † 1883)
- Maria Carolina d'Asburgo-Teschen, nobile (Vienna, n. 1825 - Baden, † 1915)
- Maria d'Ayerbo d'Aragona, nobile italiana
- Maria d'Orléans, nobile francese (Richmond upon Thames, n. 1865 - Copenaghen, † 1909)
- Maria Enrichetta de La Tour d'Auvergne, nobile francese (Francia, n. 1708 - Hilpoltstein, † 1728)
- Maria Cristina de Rouvroy, nobile francese (Parigi, n. 1728 - Parigi, † 1774)
- Maria de las Mercedes di Baviera, nobile spagnola (Madrid, n. 1911 - Madrid, † 1953)
- Maria Anna Carolina del Palatinato-Neuburg, nobile tedesca (Zákupy, n. 1693 - Ahaus, † 1751)
- Maria Augusta di Anhalt, nobile tedesca (Ballenstedt, n. 1898 - Essen, † 1983)
- Maria Anna di Borbone-Condé, nobile francese (Parigi, n. 1678 - Parigi, † 1718)
- Maria Anna di Borbone-Conti, nobile francese (Versailles, n. 1689 - Parigi, † 1720)
- Maria Luisa Elisabetta di Borbone-Orléans, nobile francese (Versailles, n. 1695 - Parigi, † 1719)
- Maria di Borbone-Soissons, nobile francese (Parigi, n. 1606 - Parigi, † 1692)
- Maria di Brabante, nobile tedesca (n. 1226 - † 1256)
- Maria Teresa di Braganza, nobile (Kleinheubach, n. 1855 - Vienna, † 1944)
- Maria das Neves di Braganza, nobile portoghese (Kleinheubach, n. 1852 - Vienna, † 1941)
- Maria di Clèves, nobile francese (n. 1553 - † 1574)
- Agnese di Hohenlohe-Langenburg, nobile tedesca (Langenburg, n. 1804 - Haid, † 1835)
- Maria Elisabetta di Holstein-Gottorp, nobile tedesca (Gottorp, n. 1634 - Darmstadt, † 1665)
- Maria Luisa Albertina di Leiningen-Dagsburg-Falkenburg, nobile tedesca (Obrigheim, n. 1729 - Neustrelitz, † 1818)
- Maria di Meclemburgo-Schwerin, nobile (Schloss Ludwigslust, n. 1854 - Contrexéville, † 1920)
- Maria Enrichetta di Nevers, nobile francese (Parigi, n. 1571 - Parigi, † 1601)
- Luisa Adelaide di Borbone-Orléans, nobile francese (Versailles, n. 1698 - Parigi, † 1743)
- Maria Amalia di Sassonia, nobile (Dresda, n. 1724 - Madrid, † 1760)
- Maria Cristina di Sassonia, nobile tedesca (Dresda, n. 1770 - Torino, † 1851)
- Maria di Savoia, nobile italiana (Vercelli, n. 1556 - Torino, † 1580)
- Maria Isabella di Savoia-Genova, nobile italiana (Roma, n. 1943)
- Maria Teresa di Borbone-Spagna, nobile spagnola (Madrid, n. 1882 - Madrid, † 1912)
- Maria di Windisch-Grätz, nobile austriaca (Vienna, n. 1856 - Ludwigslust, † 1929)
- Maria Dorotea di Württemberg, nobile (Pokój, n. 1797 - Budapest, † 1855)

## E(1)
- Maria Elia De Seta Pignatelli, nobile e agente segreto italiano (Firenze, n. 1894 - Nicastro, † 1968)

## F(2)
- Maria Farnese, nobile (Parma, n. 1615 - Sassuolo, † 1646)
- Maria Maddalena Frescobaldi, nobile italiana (Firenze, n. 1771 - Firenze, † 1839)

## G(2)
- Maria Vittoria Gonzaga, nobile italiana (Guastalla, n. 1659 - Venezia, † 1707)
- Maria Gonzaga, nobile italiana (Mantova, n. 1609 - Porto Mantovano, † 1660)

## H(4)
- Maria Vittoria Hamilton, nobile britannica (Hamilton, n. 1850 - Budapest, † 1922)
- Maria Hardouin, nobile italiana (Roma, n. 1864 - Gardone Riviera, † 1954)
- Maria Eleonore von Hatzfeld-Wildenburg, nobile tedesca (Unterschüpf, n. 1680 - Wiesentheid, † 1718)
- Maria di Hohenzollern, nobile (Königsberg, n. 1579 - Bayreuth, † 1649)

## J(1)
- Maria di Jülich-Berg, nobile tedesca (Jülich, n. 1491 - † 1543)

## K(1)
- Amalia di Curlandia, nobile (Jelgava, n. 1653 - Weilmünster, † 1711)

## L(2)
- Maria Landi, nobile italiana (Bardi, n. 1570 - Monaco, † 1599)
- Maria Polissena Landi, nobile italiana (Bardi, n. 1608 - Bardi, † 1679)

## M(28)
- Maria de Cardona, nobile italiana (Napoli, n. 1509 - Napoli, † 1563)
- Maria di Tver', nobile (n. 1442 - † 1467)
- Maria di Montpellier, nobile (Roma, † 1213)
- Maria Anna di Baviera, nobile tedesca (Monaco di Baviera, n. 1574 - Graz, † 1616)
- Maria Federica di Württemberg, nobile (Stoccarda, n. 1816 - Stoccarda, † 1887)
- Maria Teresa d'Asburgo-Lorena, nobile (Brandýs nad Labem-Stará Boleslav, n. 1862 - Żywiec, † 1933)
- Maria Giacomina di Baden, nobile tedesca (n. 1507 - Monaco di Baviera, † 1580)
- Maria di Lussemburgo-Saint-Pol, nobile francese (La Fère, † 1547)
- María Luisa de Borbón y Vallabriga, nobile spagnola (Velada, n. 1783 - Parigi, † 1846)
- Maria Emanuele di Sassonia, nobile (Kloster Prüfening, n. 1926 - La Tour-de-Peilz, † 2012)
- Maria di Albret, nobile francese (Cuffy, n. 1491 - Parigi, † 1549)
- Maria di Ponthieu, nobile francese (n. 1199 - † 1250)
- Maria Antonia d'Asburgo-Lorena, nobile (Zagabria, n. 1899 - Porto Alegre, † 1977)
- Maria I d'Alvernia, nobile francese (n. 1376 - † 1437)
- Maria d'Artois, nobile francese (n. 1291 - Wijnendale, † 1365)
- Maria di Vicebsk, nobile lituana
- Maria di Béarn, nobile francese († 1187)
- Maria di Boemia, nobile boema
- Maria Angelina Ducena Paleologa, nobile serba (n. 1349 - Ioannina, † 1394)
- Maria di Lituania, nobile lituano
- Maria di Bulgaria, nobile bizantina
- Maria Dobroniega di Kiev, nobile ucraina († 1087)
- Marozia, nobile italiana (Roma - Roma)
- Maria Marzano, nobile italiana
- Maria di Sorrento, nobile longobarda
- Maria di Meclemburgo-Strelitz, nobile tedesca (Neustrelitz, n. 1878 - Oberkassel, † 1948)
- María Amparo Muñoz, nobile spagnola (Madrid, n. 1834 - Parigi, † 1864)
- Maria di Savoia, nobile italiana (n. 1448 - † 1475)

## O(1)
- Maria Vittoria Ottoboni, nobile, scrittrice e attrice teatrale italiana (Roma, n. 1721 - Tremezzo, † 1790)

## P(5)
- Maria Anna del Palatinato-Sulzbach, nobile tedesca (Schwetzingen, n. 1722 - Monaco di Baviera, † 1790)
- Maria Paleologa, nobile bizantina († 1355)
- Maria Paternò Arezzo, nobile e filantropa italiana (Catania, n. 1869 - Messina, † 1908)
- Maria Pico della Mirandola, nobile italiana (Mirandola, n. 1613 - Mirandola, † 1682)
- Maria Plantageneta, nobile britannica (Waltham, n. 1344 - † 1362)

## S(9)
- Maria Anna di Sassonia-Weimar-Eisenach, nobile tedesca (Weimar, n. 1849 - Trebschen, † 1922)
- Maria di Sassonia-Weimar-Eisenach, nobile tedesca (Weimar, n. 1808 - Berlino, † 1877)
- Maria Benigna Francesca di Sassonia-Lauenburg, nobile sassone (Ratisbona, n. 1635 - Vienna, † 1701)
- Maria Ernestina di Schwarzenberg, nobile boema (Bruxelles, n. 1649 - Vienna, † 1719)
- Maria Scleraina, nobile bizantina (Costantinopoli, † 1045)
- Maria di Scozia, nobile scozzese (n. 1082 - † 1116)
- Maria Teresa Gozzadini, nobile e patriota italiana (Verona, n. 1812 - Bologna, † 1881)
- Maria Carolina Sobieska, nobile polacca (Oława, n. 1697 - Žovkva, † 1740)
- Giò Stajano, nobile, scrittrice e giornalista italiana (Sannicola, n. 1931 - Alezio, † 2011)

## T(1)
- Maria Elena Tiepolo Oggioni, nobile italiana (Venezia, n. 1879 - Roma, † 1960)

## V(2)
- Maria di Valois, nobile francese (n. 1309 - † 1332)
- Maria van Beckum, nobile olandese (Markelo - Delden, † 1544)

## W(2)
- Maria Walpole, nobile inglese (Westminster, n. 1736 - Brompton, † 1807)
- Maria Wodzińska, nobile polacca (Varsavia, n. 1819 - Poznań, † 1896)

## Ł(1)
- Maria Walewska, nobile polacca (Kiernozia, n. 1786 - Parigi, † 1817)